# Łabiszyn
Łabiszyn est une ville de Pologne, située dans la voïvodie de Couïavie-Poméranie. Elle est le siège de la gmina de Łabiszyn, dans le powiat de Żnin.

## Histoire
De 1818 à 1920, Labischin fait partie de l'arrondissement de Schubin dans le district de Bromberg au sein de la province de Posnanie.